# 금산 요광리 은행나무
금산 요광리 은행나무(錦山 要光里 銀杏나무, 영어: Ginkgo Tree of Yogwang-ri, Geumsan)는 대한민국 충청남도 금산군 추부면에 있는 은행나무이다. 1962년 12월 7일에 천연기념물로 지정되었고, 2005년에 금산 행정의 나무였다가 금산 요광리 나무로 이름이 변경되었다. 수령은 약 1000년정도로 추정된다.

## 현지 안내문
은행나무는 살아 있는 화석이라 할 만큼 오래된 나무로 우리나라, 일본, 중국 등지에 분포하고 있다. 우리나라에는 중국에서 유교와 불교가 전해질 때 같이 들어온 것으로 전해지고 있다. 가을 단풍이 매우 아름답고 병충해가 없으며 넓고 짙은 그늘을 제공한다는 장점이 있어 정자나무 또는 가로수로도 많이 심는다.
금산 요광리 은행나무는 나이가 약 1,000살(지정일 기준) 정도로 추정되며, 높이 24m, 가슴높이 둘레 12.93m이다. 줄기가 썩어서 동굴처럼 비어 있고 사방으로 자란 가지 중에 남쪽 및 동쪽의 가지는 부러졌는데 그 가지로 3년 동안 밥상을 만들고 관 37개를 만들어 마을 주민이 나누어 가졌다고 한다.
500년 전 이 마을에서 살던 오씨(吳氏)의 조상이 전라감사(현 전라도지사)로 있을 때 나무 밑에 정자를 짓고, 은행나무 정자라는 뜻의 행정(杏亭)이라고 불렀는데 한때 금산 행정의 은행나무란 이름이 이렇게 불리기도 했다. 현재는 행정헌(杏亭軒)이라는 육각정자가 있다. 전설에 의하면 머리가 둔한 아이를 밤중에 이 나무 밑에 한 시간쯤 세워두면 머리가 좋아진다고 하며, 잎을 삶아서 먹으면 노인의 해소병이 없어지고, 나무에 정성 들여 빌면 아들을 낳는다는 이야기도 있다. 이 외에도 나라와 마을에 무슨 일이 생기면 소리를 내어 알려준다는 이야기도 전해진다. 이와 같은 전설을 믿는 사람들은 음력 정월 초사흗날 자정에 나무 밑에 모여 새해의 행운을 빌었다고 한다.
금산 행정의 은행나무는 오랜 세월 동안 조상들의 생활과 문화 속에서 살아온 나무로 문화적 자료로서의 가치와 오래되고 큰 나무로서 생물학적인 가치도 높아 천연기념물로 지정·보호하고 있다.

## 현재 천연기념물로 지정되어 있는 은행나무
| 호수 | 품목                 | 지정(등록)일 | 소재지                                                         | 소유자(소유단체)                | 관리자(관리단체) |
| ---- | -------------------- | ------------ | -------------------------------------------------------------- | ------------------------------- | ---------------- |
| 30   | 양평 용문사 은행나무 | 1962.12.07   | 경기 양평군 용문면 신점리 626-1번지                            | 대한불교조계종 용문사           | 양평군           |
| 59   | 서울 문묘 은행나무   | 1962.12.07   | 서울특별시 종로구 성균관로 31 (명륜3가, 유림회관)              | 문화재청                        | 서울특별시       |
| 64   | 울주 구량리 은행나무 | 1962.12.07   | 울산 울주군 두서면 구량리 860번지                              | 울주군 외                       | 울주군           |
| 76   | 영월 하송리 은행나무 | 1962.12.07   | 강원 영월군 영월읍 하송리 190-4번지                            | 영월군                          | 영월군           |
| 84   | 금산 요광리 은행나무 | 1962.12.07   | 충남 금산군 추부면 요광리 329-8번지                            | 건설부 외                       | 금산군           |
| 165  | 괴산 읍내리 은행나무 | 1964.01.31   | 충북 괴산군 청안면 청안읍내로3길 8, (청안초등학교 내) (읍내리) | 충청북도교육감                  | 괴산군           |
| 166  | 강릉 장덕리 은행나무 | 1964.01.31   | 강원 강릉시 주문진읍 장덕리 643번지                            | 강릉시 외                       | 강릉시           |
| 167  | 원주 반계리 은행나무 | 1964.01.31   | 강원특별자치도 원주시 문막읍 반계리 1495-1번지                 | 원주시                          | 원주시           |
| 175  | 안동 용계리 은행나무 | 1966.01.13   | 경북 안동시 길안면 용계리 744외 8필                            | 국토교통부                      | 안동시           |
| 223  | 영동 영국사 은행나무 | 1970.04.27   | 충북 영동군 양산면 누교리 1395-14번지                          | 국토교통부 외                   | 영동군           |
| 225  | 구미 농소리 은행나무 | 1970.06.03   | 경북 구미시 옥성면 이곡1길 10 (농소리)                         | 건설부 외                       | 구미시           |
| 300  | 금릉 조룡리 은행나무 | 1982.11.09   | 경북 김천시 대덕면 조룡리 51외 2필                             | 김녕김씨충의공파김천금릉종중 외 | 김천시           |
| 301  | 청도 대전리 은행나무 | 1982.11.09   | 경북 청도군 이서면 대전리 638외 2필                            | 농림수산부 외                   | 청도군           |
| 302  | 의령 세간리 은행나무 | 1982.11.09   | 경남 의령군 유곡면 세간리 808외 3필                            | 의령군 외                       | 의령군           |
| 303  | 화순 야사리 은행나무 | 1982.11.09   | 전남 화순군 이서면 야사리 182-1번지 4필                        | 건설부 외                       | 화순군           |
| 304  | 강화 볼음도 은행나무 | 1982.11.09   | 인천 강화군 서도면 볼음도리 산186번지 외 1필                   | 강화군                          | 강화군           |
| 320  | 부여 주암리 은행나무 | 1982.11.09   | 충남 부여군 내산면 주암리 148-1번지 4필                        | 부여군 외                       | 부여군           |
| 365  | 금산 보석사 은행나무 | 1990.08.02   | 충남 금산군 남이면 석동리 709번지                              | 대한불교조계종 보석사           | 금산군           |
| 385  | 강진 성동리 은행나무 | 1997.12.30   | 전남 강진군 병영면 성동리 70번지                               | 건설교통부 외                   | 강진군           |
| 402  | 청도 적천사 은행나무 | 1998.12.23   | 경북 청도군 청도읍 월곡안길 28-293 (원리)                      | 적천사 외                       | 청도군           |
| 406  | 함양 운곡리 은행나무 | 1999.04.06   | 경남 함양군 서하면 운곡리 779번지                              | 함양군 외                       | 함양군           |
| 482  | 담양 봉안리 은행나무 | 2007.08.09   | 전남 담양군 무정면 봉안리 술지마을 1043-3번지                  | 건설부 외                       | 담양군           |
| 551  | 당진 면천 은행나무   | 2016.09.06   | 충청남도 당진시 동문1길 3 (면천면)                             | 충청남도교육청 외               | 당진시           |
| 562  | 인천 장수동 은행나무 | 2021.02.08   | 인천 남동구 장수동 63-6번지                                    | 충청남도교육청 외               | 남동구청         |

## 같이 보기
- 은행나무

## 참고 자료
- 금산 요광리 은행나무 - 국가유산청 국가유산포털